# فوت کردن ۲
فوت کردن ۲ یا دمیدن ۲ (به انگلیسی: Phoonk 2) و (به انگلیسی: Blow 2) فیلمی هندی محصول سال ۲۰۱۰ و به کارگردانی رام گوپال وارما است. در این فیلم بازیگرانی همچون سودیپ، آمروتا خانویلکار، احساس چانا، آمیت ساد، نیرو باجوا، آشوینی کالسکار و ذاکر حسین ایفای نقش کرده‌اند.
این فیلم دنباله فیلم فوت کردن است.